# 복음사가 요한

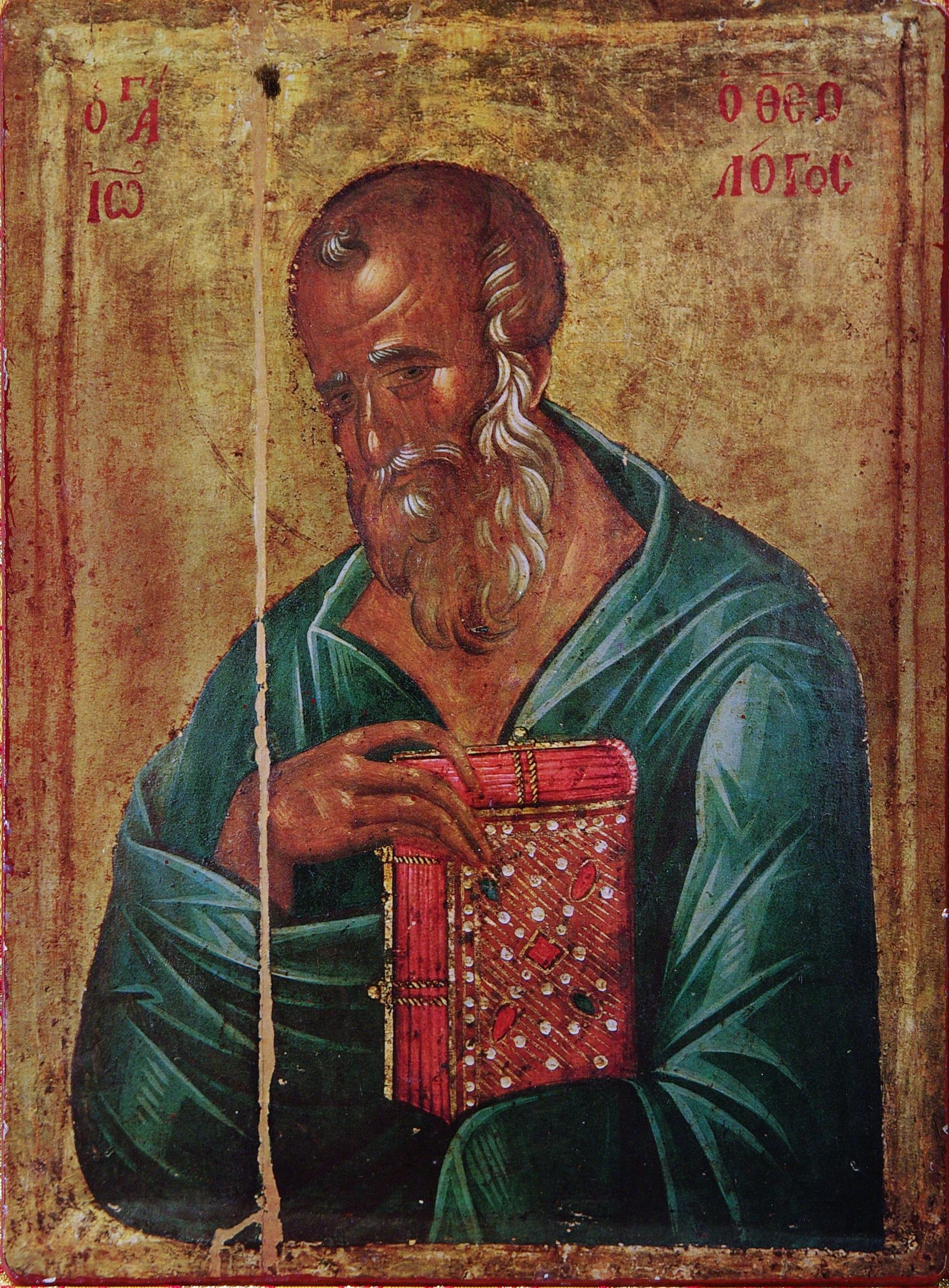

복음사가 요한(John the Evangelist)은 요한 복음서의 저자로 호칭되는 전통적인 이름이다. 예전부터 사도 요한이나 요한 묵시록의 저자인 파트모스의 요한과 같은 사람으로 여겨져 왔다.

## 같이 보기
- 네 명의 복음사가 (en)
- 요한 복음서